# Lukomir (Serbia)
Lukomir (cyr. Лукомир) – wieś w Serbii, w okręgu toplickim, w gminie Žitorađa. W 2011 roku liczyła 848 mieszkańców.